# 渡辺勝 (戦国武将)
渡辺 勝（わたなべ すぐる）は、戦国時代の武将。毛利氏の家臣。安芸国長見山城主。

## 生涯
渡辺氏は源頼光の家臣・渡辺綱の後裔で、嵯峨源氏の伝統に従い、代々一字名を名乗った。
大永3年（1523年）の毛利元就の家督相続の連署起請文に署名した15人の宿老の一人。その際、元就の居城・多治比猿掛城に直接出向いたのは勝だという。しかし翌大永4年（1524年）、尼子氏と結んで坂広秀・桂広澄（広澄自身は無関係）らと共に元就の弟・相合元綱を擁立し反乱を起こそうとしたため殺害される。一説によると、勝は郡山城において元就に自ら手討ちにされ、深谷の下に叩き落とされたという。
反乱を起こした理由は不明だが、諸説あり、井上氏の総領である新参の井上元兼が、譜代の渡辺家より上位の席次に力任せに居座ろうとしたという逸話も伝わっており（ただし勝の存命時のことかは不明）、拡大する毛利家の中で自身が非主流派の立場に置かれつつある焦りがあったのではないか、という推測も成り立ちうる。
勝の居城は元就の手勢に襲撃され、一族は殆ど殺害された中、山内直通の下に逃亡した子・通は後に許されて元就の家臣となった。その後、天文11年（1542年）、大内義隆による第一次月山富田城の戦いでの撤退の際、元就の身代わりとして凄絶な戦死を遂げ、以後毛利氏は渡辺氏を重用し続けた。

## 登場作品
- 『毛利元就』（1997年、NHK大河ドラマ、演：榎木孝明）